# حكاية دولفين (فلم)
حكاية دولفين (بالإنجليزية: Dolphin Tale) هو فيلم دراما أُصدر في الولايات المتحدة سنة 2011. الفيلم من إخراج تشارلز مارتن سميث وكتابة نعوم درومي.

## طاقم التمثيل
- آشلي جود
- كريس كريستوفيرسن
- مورغان فريمان

## القصة
من خلال قصة حقيقة تدور أحداث الفيلم حول الدولفين (تلي) رمز المثابرة والشجاعة والأمل لملايين الناس والذي يقع بإحدى المصائد ويفقد ذيله بها ويتم إنقاذه ونقله إلى المستشفى البحرية بكليرووتر وهناك يحاول أحد الأطفال برفقة أهله مساعدة الدولفين ليعود إلى المياه ويسبح مرة أخرى حتى وإن كان بدون ذيل.

## الميزانية والإيرادات
بلغت تكلفة إنتاج الفيلم حوالي 37 مليون دولار بينما حقق أرباحا تقدر بـ 95,404,397 دولار.

## وصلات خارجية
- الموقع الرسمي
- مقالات تستعمل روابط فنية بلا صلة مع ويكي بيانات